# Mosla dianthera
Mosla dianthera är en kransblommig växtart som först beskrevs av Buch.-ham. och William Roxburgh, och fick sitt nu gällande namn av Carl Maximowicz. Mosla dianthera ingår i släktet Mosla och familjen kransblommiga växter. Inga underarter finns listade i Catalogue of Life.